# Bride Stories
Bride Stories (乙嫁語り, Otoyomegatari, litt. Histoire(s) d'une jeune mariée) est un seinen  manga sous forme d'histoire d'amour historique, écrit et dessiné par la mangaka Kaoru Mori, également connue pour son œuvre Emma. Il est prépublié depuis octobre 2008 par l'éditeur Enterbrain dans le magazine Harta, anciennement Fellows!, et quinze tomes sont sortis en novembre 2024. La version française est publiée par l'éditeur Ki-oon depuis juin 2011, et quatorze tomes sont sortis en mai 2023. La série est également publiée en grand format depuis octobre 2012 dans la collection « Latitudes ».

## Histoire

### Synopsis
L'histoire se déroule au XIXe siècle dans un petit village d'Asie centrale au sud-est de la Mer d'Aral, sur la route de la soie. Sur fond de Grand Jeu, le lecteur suit en parallèle les tribulations de Henry Smith, ethnologue travaillant sur les traditions de l'Asie centrale, et accessoirement agent de renseignement pour le gouvernement britannique, et d'Amir Hargal et Karluk Eihon, un jeune couple autochtone.
Le manga débute avec le mariage d'Amir, 20 ans, avec Karluk, 12 ans, membre d'un clan voisin. Autre village, autres mœurs… La jeune femme, issue d’un clan nomade et chasseuse accomplie, découvre une existence différente, entre l’aïeule acariâtre, une ribambelle d’enfants et Smith, qui tente de se faire aussi discret que possible.

### L'histoire d'Amir et Karluk
Avant même que le jeune couple ait eu le temps de se faire à sa nouvelle vie, le couperet tombe : pour conclure une alliance plus avantageuse avec un puissant voisin, Numaji, le clan Hargal (clan d’Amir), décide de récupérer la jeune femme coûte que coûte. Une annulation du mariage négociée (avec force menaces) ayant été rejetée, la famille d'Amir tente un coup de force. Celui-ci échoue. Les membres du clan, capturés, sont humiliés mais laissés libres.
Numaji ayant coupé toute relation et interdit ses pâturages aux Hargal, le clan décide de se rapprocher du clan Berdan, allié des Russes. Les Hargal approchent les Berdan en invoquant d'anciens liens familiaux. Les Berdan acceptent pour des motifs militaires et exigent plus ou moins que les Hargal se reconnaissent comme leurs vassaux.
Voulant laver l’affront dont son clan a fait l’objet, Beruk, le père d’Amir, décide de détruire le village où vit la famille de Karluk, mais Amir est prévenue de l’attaque par Joruk. Les Berdan proposent de préparer l’attaque avec leur artillerie, mais trahissent rapidement leurs alliés. Les Hargal ayant joué le rôle de chair à canon, les Berdan lancent à leur tour un assaut et tuent indistinctement villageois et Hargal. Azher, comprenant rapidement ce qui se passe, parvient à tuer le chef Berdan et tente de sauver à la fois son clan et les villageois. L’attaque prend fin avec l’arrivée de la garde du Khan (c’est-à-dire l’armée). Les femmes du village témoignent en faveur d’Azher, laissé libre. Beruk, blessé et délirant, est achevé par Balkish.

### L'histoire d'Henry Smith
Le responsable de Smith lui fait savoir qu'il doit abandonner sa mission et rejoindre Ankara. En chemin, il rencontre Talas, une jeune veuve. Tous deux tombent amoureux et décident de se marier. Les fiançailles sont scellées par la montre en argent que Smith offre à Talas. Leurs plans sont annulés par l'oncle de Talas, qui est devenu son tuteur légal en se fiançant à sa belle-mère. Dépité, Smith reprend sa route. Il jette alors dans le désert sa montre, que Talas lui avait rendue.
À son étape suivante, parce qu'il soigne un vieillard souffrant d'une épaule démise, Smith est pris pour un médecin de talent et immobilisé par les foules qui viennent se faire soigner. Il est hébergé par la famille de Layla et Leyly, qui sont en âge de se marier, et donnent l'occasion au lecteur d'observer les préparatifs pour une telle cérémonie, du choix des fiancés aux travaux traditionnels de broderie, en passant par la négociation de la dot. La cérémonie du mariage se révèle une véritable épreuve pour les jeunes épouses qui doivent se tenir tranquilles et faire bonne figure, et ne peuvent profiter de la fête. Les réjouissances terminées, Smith et Ali reprennent leur route.
Le tome 4 se termine lorsqu'un homme, dont on peut penser qu'il est un éclaireur russe, trouve la montre de Smith dans le désert.

## Personnages

### Personnages principaux

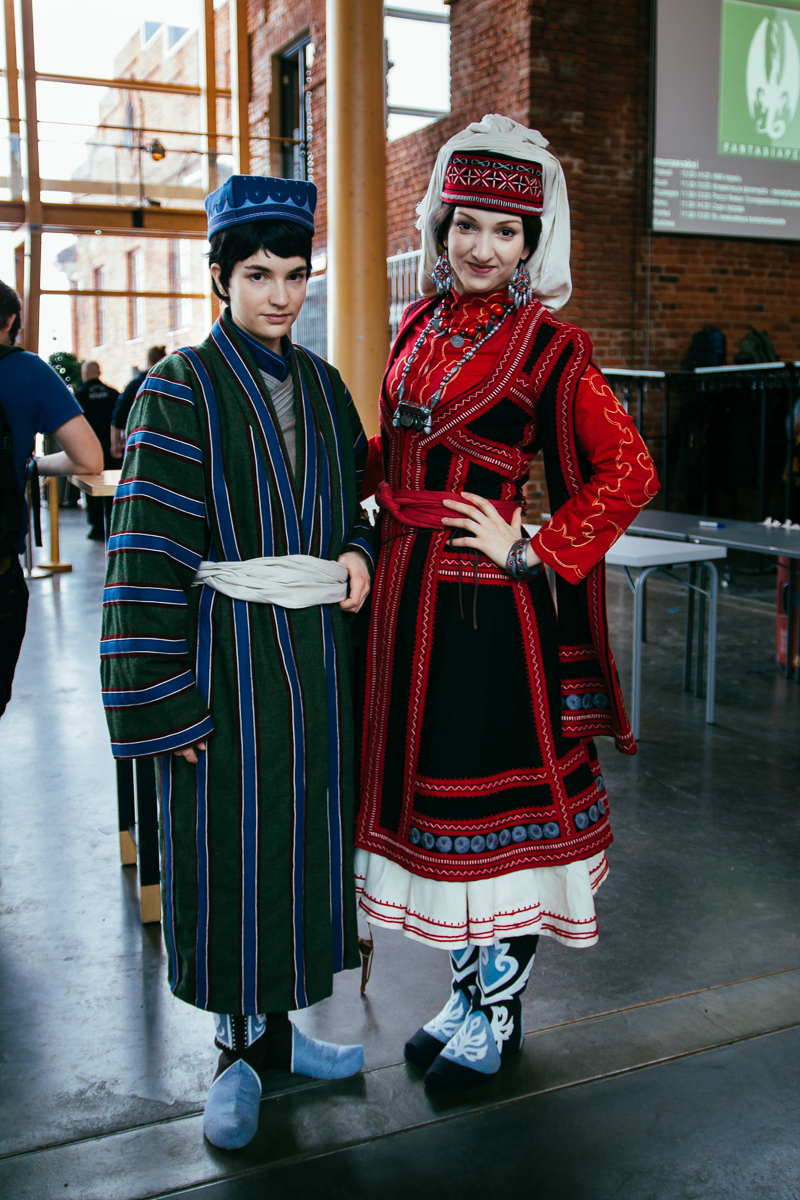
Cosplay des deux personnages principaux du manga.

- Amir Hargal (アミル・ハルガル?) : jeune femme de 20 ans du clan Hargal. Elle a été mariée à Karluk par sa famille pour nouer une alliance. Elle est très douée pour les activités liées à la chasse comme le tir à l'arc.
- Karluk Eihon (カルルク・エイホン?) : âgé de 12 ans au début du récit, il est le nouvel époux d'Amir. Il est le fils héritier de la famille Eyhon. Il faut noter qu'Amir, à son âge, est considérée comme une vieille fille (donc un assez mauvais parti), ce qui explique le mariage malgré leur différence d'âge.
- Henry Smith (ヘンリー・スミス?) : explorateur anglais, il loge chez les Eihon pour étudier leur vie sociale. Il est souvent vu comme un parasite, mais il est toujours bien traité. Ses yeux bleus sont la plupart du temps dissimulés derrière ses lunettes. On apprend dans le tome 3 qu'il possède une propriété dans le Raj.
- Azher (アゼル?) : frère aîné d'Amir. Il veut, sur ordre de son oncle, récupérer sa sœur pour la marier à un autre clan. Il semble cependant sceptique sur la politique du chef de clan. Il apparait pour la première fois dans le chapitre 4.
- Pariya (パリヤ?) : jeune femme du village de Karluk. Extrêmement timide, elle réagit aux sollicitations en se mettant en colère et fait fuir ceux qui l'ont abordée. Amir devient sa première amie. Malhabile en broderie, elle a développé d'autres talents. Pariya apparaît la première fois au chapitre 6.
- Ali (アリ?) : guide chargé de conduire Henry Smith à Ankara. Toujours célibataire alors qu'il a passé l'âge de se marier, il travaille dur pour se constituer la dot qui lui permettra d'épouser un bon parti et de subvenir aux besoins de sa future famille. Ainsi, il a été caravanier avant de devenir guide. Ali est d'un caractère enjoué et fêtard. Il apparaît pour la première fois au chapitre 15.
- Talas (タラス?) : jeune veuve qui a perdu cinq maris. En effet, selon la coutume, elle a épousé les frères de son premier époux, qui sont malheureusement décédés chacun à leur tour. Sa situation sociale étant précaire, son mariage prévu avec Henry Smith la mettrait à l’abri de la convoitise de son oncle qui entend la marier à son propre fils, tout en assurant l'avenir de sa belle-mère. Talas apparaît pour la première fois au chapitre 12.
- Layla (ライラ?) et Leyly (レイリ?) : jumelles extraverties d'un village de pêcheur, sur la mer d'Aral, Muynak. Ayant hâte de se marier, elles échafaudent des plans grandioses qui échouent lamentablement, mais font prendre conscience à leur père qu'il est temps de prendre le sujet en main. Il les fiance à deux frères du village. Si ses filles sont initialement déçues, chacune découvre les qualités secrètes de son promis et se satisfait de son sort. Les jumelles apparaissent pour la première fois au chapitre 19.
- Saman (サマーン?) et Farsami (ファルサーミ?) : deux frères de Muynak, respectivement fiancés à Layla et Leyly. Tous quatre sont amis d'enfances. Saman séduit Layla en lui promettant de l'emmener s'amuser en ville et Farsami séduit Leyly par sa volonté de s'enrichir par le travail. Ils apparaissent pour la première fois au chapitre 20.

### Personnages secondaires
- La famille Eihon

La mère de Karluk s'appelle Sanila (サニラ), son père Akunbek (アクンベク). Sa sagesse et sa fortune en font l'un des notables du village. Ils vivent avec sa grande sœur Seyleke (セイレケ), son mari Yussuf (ユスフ) et leurs quatre enfants, Tileke (ティレケ) qui aime les faucons, Tokcan (トルカン), Chalg (チャルグ) et Rostem (ロステム), passionné d'ébénisterie. Partagent également la demeure les grands-parents paternels de Karluk, Mahatbek (マハトベク) et Balkish (バルキルシュ). Balkish est également du clan Hargal, ce qui en fait la confidente d'Amir. Malgré son grand âge, elle reste une archère de talent. Tous apparaissent dès le premier chapitre. Au chapitre 3, on rencontre également l'un des oncles de Karluk, Umak (ウマクお), qui vit en nomade.
- Le clan Hargal

Le clan est dirigé par Beruk (ベルクワト), le père d’Amir et d’Azher. Le déclin du clan lui fait perdre son jugement, et son alliance avec le clan Berdan manque de tous les exterminer. Il apparaît formellement pour la première fois au chapitre 30 et décède au chapitre 35. Baimat (バイマト) et Joruk (ジョルク) sont les cousins d'Azher, ils l'accompagnent dans ses séances de pourparlers avec les autres clans. Joruk se révèle particulièrement gourmand et insouciant, au contraire de Baimat, beaucoup plus mûr, réfléchi et introverti. Ils apparaissent pour la première fois au chapitre 4. Enfin, Toghan est l’oncle d’Amir et joue le rôle de lieutenant de Beruk. C’est lui qui décide de la première attaque sur le village. Il apparait pour la première fois au chapitre 7.
- Numaji (ヌマジ?) : chef de clan brutal. Il a épousé deux sœurs d'Amir, Aterui (アテルイ?) et Karahiya (カラヒガ?), qui sont décédées dans des conditions suspectes, probablement battues. C'est le second veuvage qui pousse le clan Hargal à vouloir récupérer Amir. Son personnage n'est pas apparu pour le moment.
- La famille de Talas : Talas vit avec sa belle-mère, une vieille femme nomade, dont l'unique souci est d'assurer l'avenir de Talas. C'est pourquoi elle tente de convaincre Smith d'épouser sa bru, puis accepte d'épouser l'oncle de la jeune femme, un homme possessif. La belle-mère apparaît pour la première fois au chapitre 12, l'oncle au chapitre 13.
- Umar : prétendant de Pariya. Le père de ce jeune homme a remarqué Pariya lors du repas public improvisé sur un marché. Il n'hésite pas à faire avec son fils les quatre jours de route jusque chez la jeune fille pour discuter d'un éventuel mariage. Loin d'être effarouché par le comportement de Pariya, il est séduit par sa force de caractère. Le fils semble plus partagé, ayant fait les frais des accès d'humeur de la jeune fille. Ils apparaissent pour la première fois dans le chapitre 16.
- Les familles de Muynak : le père des jumelles est un homme qui a élevé ses filles à la dure, punissant leurs bêtises en les frappant sur le haut du crâne. Il apparait pour la première fois au chapitre 19. Leur mère se montre également très sévère. Elle apparaît pour la première fois au chapitre 20. Le père des garçons est le meilleur ami de celui des jumelles. Dès que le principe du mariage est acquis, il tente de négocier la dot à la baisse. Il apparaît pour la première fois au chapitre 20.
- Ortam (オル＝タムス?) : chef du clan Berdan. Allié des Russes, il est prêt à tout pour gagner du pouvoir et leur bienveillance. Sournois, il utilise le clan Hargal comme troupe d’assaut avant de le prendre pour cible. Il apparaît pour la première fois au chapitre 18 et décède au chapitre 33.

## Description culturelle
Bien au-delà de l'histoire des personnages, le manga est surtout l'occasion pour l'auteur de décrire les mœurs et coutumes locales. Ainsi, des chapitres entiers sont consacrés à un point particulier, comme par exemple l'ébénisterie. Les costumes, les arts appliqués et l'influence du chamanisme sur les motifs ornementaux permettent de situer l'action : le village de Karluk est dans l'actuel Ouzbékistan[réf. nécessaire], celui d'Amir est nomade se situe dans la steppe kazakh ou kirghiz. Le village de Muynak se situe quant à lui dans le Kharezm (Ouzbékistan).
Comme le suggère le titre, le fil conducteur reste les coutumes liées au mariage.

### Coutumes liées au mariage
Le rôle de la dot, primordiale et payée par la famille de l'époux, est régulièrement rappelé.
Le mariage est alors très utilisé pour nouer des alliances. Le clan Hargal s'est ainsi lié à la famille Eihon, puis tente de la récupérer la jeune femme pour la marier à Numaji. L'un des motifs invoqué pour annuler le mariage d'Amir et de Karluk est que le couple n'a pas encore d'enfant, motif considéré comme légitime, mais le couple y réchappe en laissant entendre qu'Amir est enceinte.
L'histoire de Talas révèle qu'une veuve sans enfants épousera en priorité un frère célibataire de son défunt mari.
Une femme explique comment elle a tendu un piège pour épouser l'homme qu'elle convoitait. Alors qu'elle avait intentionnellement mal noué son voile, elle l'a bousculé, ce qui a fait tomber la pièce de tissu. Face au scandale d'avoir terni son honneur, l'homme a été tenu de l'épouser.
En vue de son mariage, la jeune fille doit constituer dès son plus jeune âge un trousseau comprenant de nombreuses pièces de tissu brodées. Ces tissus sont appelés à conserver la mémoire de la famille, car les motifs se transmettent de mère en fille. Le sujet et abordé aux chapitres 10 et 22.
Le mariage des jumelles est l’occasion de découvrir les coutumes du Kharezm. La cérémonie proprement dite dure une semaine au cours de laquelle on fait bombance. Un maximum de personnes sont invitées, y compris des inconnus, afin que tous leurs vœux de bonheur portent chance au jeune couple. Les époux arrivent en paradant et boivent une tasse de lait au beurre, qui symbolise leur acceptation du mariage. Jusqu’à l’arrivée du clerc, les jeunes filles doivent rester immobiles et totalement dissimulées sous un voile. La cérémonie proprement dite a généralement lieu chez les parents du marié. N’y participent que les époux et un oncle de chaque famille. Les époux posent la main sur les saintes écritures. Le clerc verse de la farine de blé en accordant sa bénédiction, puis les époux font de même. Ils mangent ensuite pain et viande et boivent un bol d’eau salée. Leur noces sont alors proclamées.

### Élevage
Les peuples d'Asie centrale élèvent principalement trois types de bétail : le cheval, le mouton et plus rarement le chameau de Bactriane, tous trois adaptés aux difficiles conditions de la steppe. Ils sont capables de trouver leur eau dans leur nourriture, se nourrissent essentiellement d'herbe, sont résistants aux écarts de température et sont relativement autonomes.
Le cheval a un rôle primordial, en particulier chez les nomades. Outre son rôle de monture ou d'animal de bât, il peut être consommé pour sa viande (quoique plus fréquemment en Mongolie), et le lait de la jument est fermenté pour donner une boisson alcoolisée, le Kumiz.
Dans le manga, chaque cheval a un nom : Sulkik pour celui d'Amir, Çuval pour celui de Talas, Arakala pour celui de Karluk. Lorsque les Hargal viennent enlever Amir, ils commencent à s'intéresser à Sulkik. Lorsque les Hargal sont capturés, les villageois les humilient en coupant la crinière et la queue de leurs chevaux. Talas a reçu Çuval de son beau-père comme cadeau lors de son premier mariage ; c'est un cheval de grande valeur. Dans un épisode bonus, Yussuf emmène son fils acheter son premier cheval, véritable rite de passage pour le garçon. Plus loin, Yussuf déclare à sa monture qu'il l'aime plus que son propre fils. Ali évalue la montre en argent de Smith à 5 chevaux gris, probable référence à l'Akhal-Teke, race particulièrement précieuse. Azher se fait la réflexion que, si le mouton représente la fortune du clan, le cheval en représente l’honneur. Henry Smith utilise comme bête de somme un âne, pourtant peu adapté, comme l'avait fait remarquer en son temps Hérodote : « Les chevaux y soutiennent le froid ; mais les mulets et les ânes ne le peuvent. »
Le mouton fournit l'essentiel de la viande et de la laine. 
La taille du troupeau de mouton est un signe direct de fortune.
Le chameau apparaît peu dans Bride Stories, sinon comme bête de somme, sa principale utilisation. Il peut aussi fournir de la laine, du lait et de la viande.

### Artisanat
Un chapitre est consacré au travail de l'ébéniste, qui décore toutes les pièces de bois appelées à constituer la charpente d'une maison. Les motifs utilisés dans les broderies comportent des motifs animaliers totémiques, des motifs floraux et des motifs géométriques.
L'amitié d'Amir et de Pariya se noue au chapitre 6 autour de la cuisson du pain. Il s'agit d'une activité publique réalisée dans de grands fours communaux. C'est une tâche dévolue à la plus jeune femme de la famille. Ainsi, depuis le mariage d'Amir et Karluk, ce rôle est passé de Seyleke à Amir. Si Pariya est peu douée en broderie, elle excelle pour décorer le pain. Ces décorations servent notamment à distinguer à qui appartient chaque pain.
On apprend que le père de Pariya est potier. Le sujet de la poterie n'est cependant pas abordé en détail (du moins jusqu'au tome 4).

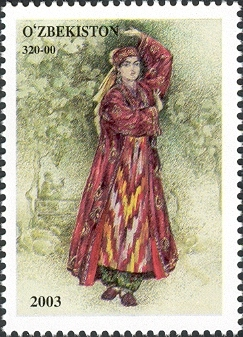
Costume traditionnel féminin ouzbèke sur un timbre paru en 2003.
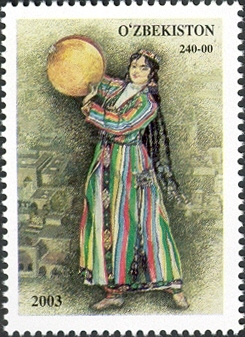
Autre costume traditionnel féminin ouzbèke sur un timbre paru en 2003.
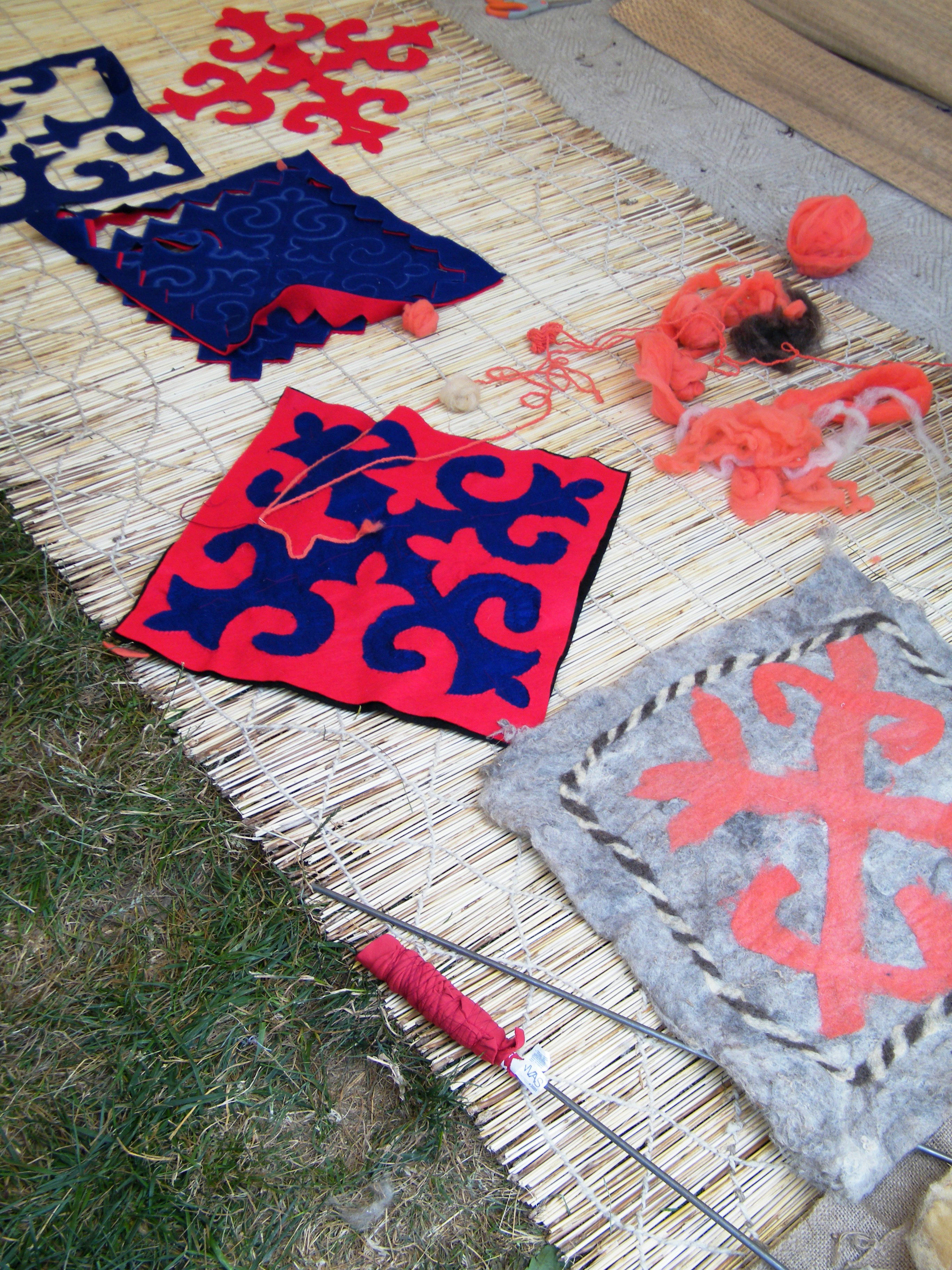
Exemple de motifs kirghizes.

### Autres coutumes
Au chapitre 16, sur un marché, Ali, Amir et Karluk improvisent une fête en faisant préparer un plat. Au fur et à mesure, la population se joint au repas en y contribuant.
Un chapitre aborde le sujet de la fauconnerie. La chasse au vol avec des aigles ou des faucons  est toujours très pratiquée en Asie centrale.
Dans la postface, l'auteur révèle que le turban blanc porté par les nomades leur servait aussi de linceul.
Si les frères aînés de Karluk ont quitté le foyer familial sitôt mariés, celui-ci reste vivre avec ses parents et héritera de la maison. En effet, chez les peuples turco-mongols, le plus jeune frère, appelé « gardien du foyer » (ot tegin en vieux-turc et ochigin en mongol), a la responsabilité du foyer familial. À l'inverse, l'aîné est appelé à s'éloigner le plus. Le meilleur exemple est l'héritage de Gengis Khan : Djötchi hérite des territoires les plus à l'ouest, et Tului n'hérite d'aucune terre.
Lorsque les Berdan acceptent l'alliance avec les Hargal, ils invoquent les liens du sang. Ceci va bien au-delà des seuls liens familiaux et fait référence aux alliances passés, au sang versé ensemble. Le sang a chez les peuples turco-mongols une lourde signification mystique.

## Manga

Logo japonais de Bride Stories.

La série écrite et dessinée par Kaoru Mori a débuté le 14 octobre 2008 dans le magazine Fellows! publié par Enterbrain, et le premier volume relié est sorti le 15 octobre 2009. En février 2013, le magazine est renommé Harta et passe à un rythme de dix numéros par an. Un chapitre one shot a été publié dans le magazine Fellows! (Q) en novembre 2011.
La version française est éditée par Ki-oon depuis juin 2011. Depuis octobre 2012, la série est éditée en grand format dans la collection Latitudes de l'éditeur.

### Liste des volumes et chapitres
| no | Japonais         | Japonais          | Français          | Français          |
| no | Date de sortie   | ISBN              | Date de sortie    | ISBN              |
| --- | ---------------- | ----------------- | ----------------- | ----------------- |
| 1 | 15 octobre 2009  | 978-4-047-26076-4 | 9 juin 2011       | 978-2-35592-274-9 |
| Extra : Dans la version française, le tome 1 est sorti en édition grand format (ISBN 978-2-35592-450-7) le 25 octobre 2012.Liste des chapitres : - Chapitre 1 : Les jeunes mariés - Chapitre 2 : Talisman - Chapitre 3 : Les cavaliers - Chapitre 4 : Rendez-nous Amir - Chapitre 5 : Coup de froid |                  |                   |                   |                   |
| Amir Hargal, 20 ans, issue d'un clan nomade, épouse Karluk Eihon, 12 ans. Elle découvre une nouvelle vie, sédentaire, et une nouvelle famille, entre ses neveux et nièces et leurs parents, ses beaux-parents, le couple des grands-parents et Henry Smith, ethnologue anglais qui étudie les us et coutumes de la région. Cependant, le clan d'Amir décide d'annuler le mariage et de récupérer la jeune femme. Les discussions échouent, la famille Eihon prétendant qu'Amir est de toute façon enceinte. |                  |                   |                   |                   |
| 2 | 15 juin 2010     | 978-4-047-26586-8 | 8 septembre 2011  | 978-2-35592-308-1 |
| Extra : Dans la version française, le tome 2 est sorti en édition grand format (ISBN 978-2-35592-496-5) le 28 février 2013.Liste des chapitres : - Chapitre 6 : Le four à pain - Chapitre 7 : Conflit (1) - Chapitre 8 : Conflit (2) - Chapitre 9 : Mari et femme - Chapitre 10 : Broderies - Chapitre 11 : Le départ |                  |                   |                   |                   |
| Amir fait la connaissance de Pariya au four à pain. Peu après, alors qu'elles et Karluk emmènent Smith visiter un mausolée isolé dans la campagne, le clan Hargal tente de reprendre Amir. La tentative est déjouée par Smith, mais, la nuit venue, les Hargal tentent d'enlever la jeune femme à son domicile. Ils se heurtent à toute la population de la ville, qui les capture avant de les relâcher. Quelque temps plus tard, un messager apporte à Smith des ordres lui intimant de regagner Ankara et, surtout, d'éviter tout contact avec des agents russes. |                  |                   |                   |                   |
| 3 | 15 juin 2011     | 978-4-047-27328-3 | 8 décembre 2011   | 978-2-35592-337-1 |
| Extra : Dans la version française, le tome 3 est sorti en édition grand format (ISBN 978-2-35592-547-4) le 27 juin 2013.Liste des chapitres : - Chapitre 12 : Halte forcée - Chapitre 13 : La requête - Chapitre 14 : Les pensées de Talas - Chapitre bonus : Paryia, prête pour le mariage - Chapitre 15 : Retrouvailles - Chapitre 16 : La cuisine du marché - Chapitre 17 : Sur la route d'Ankara |                  |                   |                   |                   |
| Alors qu'il s'arrête sur un marché pour y chercher son guide, Smith rencontre Talas, une jeune femme qui lui offre l'hospitalité. La marâtre de celle-ci tente alors de leur imposer de se marier, afin d'assurer à sa bru, veuve, un avenir, et de débouter son oncle, qui projette de lui faire épouser son propre fils. Avant que les choses n'empirent, Talas aide Smith à quitter discrètement le camp. De retour en ville, il est victime d'une dénonciation calomnieuse de la part de l'oncle de Talas et se fait arrêter. Il sera libéré après quelques semaines sur intervention de son guide Ali, enfin arrivé, d'Amir, Pariya et Karluk, qui ont eu vent de son arrestation, et de Talas qui l'innocente. Il découvre alors que Talas est tombée amoureuse de lui. Lui-même, troublé par sa beauté, sa ténacité et sa détresse, promet de revenir l'épouser et lui offre sa montre en gage. Mais tout est annulé car l'oncle et la belle-mère de Talas sont convenus de se marier, ce qui fait de l'homme le tuteur légal de la jeune femme. Smith repart dépité et jette sa montre dans le désert. |                  |                   |                   |                   |
| 4 | 14 mai 2012      | 978-4-047-28083-0 | 13 septembre 2012 | 978-2-35592-435-4 |
| Extra : Dans la version française, le tome 4 est sorti en édition grand format (ISBN 978-2-35592-585-6) le 10 octobre 2013.Liste des chapitres : - Chapitre 18 : Entrevue - Chapitre 19 : Les jumelles de la mer d'Aral - Chapitre 20 : Un gros poisson - Chapitre 21 : Jumelage - Chapitre 22 : Entraînement intensif pour une jeune mariée - Chapitre bonus : Le marché aux chevaux |                  |                   |                   |                   |
| Azher négocie une alliance avec le clan Berdan, qui accepte à condition que le clan Hargal lui offre un soutien inconditionnel en cas d'ennuis. Entretemps, Smith a fait une syncope lors de la traversée d'un gué et est sauvé de justesse par les jumelles Layla et Leyly, qui le ramènent chez elles. Pris pour un médecin, il est vite obligé de soigner les gens de son mieux, au grand agacement d'Ali qui se lasse de cette halte qui s'éternise. On suit les jumelles dans leur recherche de fiancés. Elles commencent par user de plans catastrophiques pour trouver un prince charmant, jusqu'à ce que leurs parents comprennent qu'il est temps d'étudier le problème. Décision est prise de les marier à deux amis d'enfance, Saman et Farsami. Alors que les filles décident laquelle épousera qui, les pères négocient durement la dot et le banquet de noce. Viennent enfin les préparatifs et les derniers conseils maternels pour devenir de bonnes épouses. |                  |                   |                   |                   |
| 5 | 15 janvier 2013  | 978-4-04-728631-3 | 12 septembre 2013 | 978-2-35592-577-1 |
| Extra : Dans la version française, le tome 5 est sorti en édition grand format (ISBN 978-2-35592-636-5) le 9 janvier 2014.Liste des chapitres : - Chapitre 23 : Le banquet de noces (1) - Chapitre 24 : Le banquet de noces (2) - Chapitre 25 : Le banquet de noces (3) - Chapitre 26 : Chants du quotidien - Chapitre bonus : La reine des monts escarpés - Chapitre 27 : L’oiseau blessé |                  |                   |                   |                   |
| Muynak termine les préparatifs du mariage des jumelles. On prépare la viande, on décore les maisons et on habille les mariés. La fête commence enfin, mais tourne à la torture pour les deux jeunes filles, qui doivent rester immobiles et assise pendant que tous s’amusent. Sitôt que leurs fiancés les rejoignent, elles leur imposent une successions de caprices : aller chercher de la nourriture, les aider à s’éclipser… Mais lorsque les noces sont enfin célébrées, elles sont très tristes en réalisant qu’elles quittent leur famille. Smith se remet en route et se trouve submergé de cadeaux de reconnaissance. On retrouve Amir et Karluk dans leur quotidien. Un jour, ils découvrent un aigle apprivoisé pour la chasse au vol qui s’est blessé et tentent sans succès de le soigner. Un inconnu vient se présenter comme son propriétaire, mais l’animal a dû être achevé. Dans ses discussions avec les villageois, on apprend la prolifération de bandits, souvent des gens chassés de leurs terres par les Russes. |                  |                   |                   |                   |
| 6 | 14 janvier 2014  | 978-4-04-729396-0 | 20 mars 2014      | 978-2-35592-655-6 |
| Extra : Dans la version française, le tome 6 est sorti en édition grand format (ISBN 978-2-35592-656-3) le 20 mars 2014.Liste des chapitres : - Chapitre 28 : Marques de croissance - Chapitre 29 : Terres de pâturage - Chapitre 30 : Entretien avec les Berdan - Chapitre 31 : La canonnade - Chapitre 32 : La charge - Chapitre 33 : L’offensive d’Azher - Chapitre 34 : Soutiens - Chapitre 35 : Justes rétributions |                  |                   |                   |                   |
| Karluk est impatient de grandir et que son épouse le considère davantage comme un homme que comme un enfant. Mais pendant ce temps Beruk, le père d’Amir, veut sauver son clan et venger l’affront infligé par le village. En effet, l’importance des liens avec Numaji tenait au fait qu’il permettait aux Hargal de profiter de ses pâturages, privilège qu’il a supprimé avec le décès de son épouse. Beruk veut conquérir le village et ses terres et convainc les Berdan de l’appuyer. Rejetant une alliance avec un clan dont il se méfie, Ahzer envoie prévenir Amir, qui préfère se battre avec le village plutôt que fuir. Les villageois ne sont donc pas pris au dépourvu lorsque l’attaque commence, mais les canons Berdan sont hors de portée. Les Hargal lancent une charge, mais dès que celle-ci s’essouffle, ils sont pris pour cible par les Berdan qui espèrent faire d’une pierre deux coups. Beruk est abattu par ses alliés alors qu’il était sur le point de s’en prendre à Amir et Karluk, et Azher intervient pour les mettre à l’abri, avant d’organiser un semblant de sauvetage du clan et d’abattre le chef des Berdan. L’assaut prend fin avec l’arrivée de la garde du Khan. Les villageois témoignant qu'Azher a tenté de les aider, celui-ci échappe à la prison. Karluk s’écroule, blessé à l’épaule. Quant à Beruk, boitillant et fuyant, il multiplie les promesses de vengeance contre la terre entière avant d’être abattu par Balkirsh. |                  |                   |                   |                   |
| 7 | 14 février 2015  | 978-4-04-730243-3 | 27 août 2015      | 978-2-35592-863-5 |
| Extra : Dans la version française, le tome 7 est sorti en édition grand format (ISBN 978-2-35592-862-8) le 27 août 2015.Liste des chapitres : - Chapitre 36 : Dans le jardin d'eau - Chapitre 37 : Sœurs conjointes - Chapitre 38 : Le bain des hommes - Chapitre 39 : Enchantée - Chapitre 40 : Shirin - Chapitre 41 : La cérémonie - Chapitre 42 : Pour toi - Chapitre 43 : Un jardin pour deux - Chapitre bonus : Fièvre |                  |                   |                   |                   |
| Bien décidés à mettre la main sur de nouveaux pâturages, les Hargal s’allient aux Berdan, des parents éloignés, pour raser le village des Eyhon et récupérer les terres nécessaires à leur survie. Grâce à l’artillerie fournie par les Russes, ainsi qu’à l’effet de surprise, ils espèrent une victoire facile... Mais rien ne se passe comme prévu : trahi par ses récents alliés, le père d’Amir est tué juste après la débâcle ! Pendant ce temps, Smith, qui ignore tout de ces événements dramatiques, continue son périple sur les routes de Perse... |                  |                   |                   |                   |
| 8 | 14 décembre 2015 | 978-4-04-730782-7 | 8 septembre 2016  | 978-2-35592-992-2 |
| Extra : Dans la version française, le tome 8 est sorti en édition grand format (ISBN 978-2-35592-862-8) le 8 septembre 2016.Liste des chapitres : - Chapitre 44 : Le temps des roses en Fleur - Bonus : Gazelle - Chapitre 45 : Les broderies de Pariya - Chapitre 46 : Vers les steppes du nord - Chapitre 47 : L'étui à peigne - Chapitre 48 : Umar est là - Chapitre 49 : Promenade à cheval - Chapitre 50 : Scénario catastrophe - Chapitre 51 : La résolution de Pariya |                  |                   |                   |                   |
| Smith et son guide s'offrent une petite pause chez un riche Persan. Pendant que ce dernier leur fait les honneurs de la ville, sa femme Anis mène une vie paisible empreinte de solitude. Elle décide alors de bouleverser son quotidien en allant au hammam des femmes, où elle fait la connaissance de Shirin, qui accepte de devenir sa soeur conjointe ! Hélas, l'époux de sa nouvelle confidente meurt brusquement d'une attaque cérébrale, laissant derrière lui un jeune enfant, ainsi que ses parents, trop âgés pour subvenir à leurs besoins... Anis demande donc à son mari de prendre Shirin comme deuxième épouse. Mais la cohabitation va-t-elle se passer comme prévu ? |                  |                   |                   |                   |
| 9 | 15 décembre 2016 | 978-4-04-734378-8 | 23 février 2017   | 979-10-327-0062-4 |
| Extra : Dans la version française, le tome 9 est sorti en édition grand format (ISBN 979-10-327-0061-7) le 23 février 2017.Liste des chapitres : - Bonus : Des hommes et des bêtes - Chapitre 52 : Le pain de Pariya - Chapitre 53 : Qui est Umar ? - Chapitre 54 : Discussion (1) - Chapitre 55 : Discussion (2) - Chapitre 56 : Jeu de l’oie - Chapitre 57 : Sur le chemin du retour - Chapitre 58 : Incident de parcours - Chapitre 59 : Avis de recherche - Chapitre 60 : Amies - Chapitre 61 : Commencement |                  |                   |                   |                   |
| Après l'attaque des Hargal, le village se reconstruit petit à petit. Hélas, la famille de Pariya a vu sa maison ravagée par les flammes, et le trousseau de la jeune fille a complètement brûlé... Dans ces conditions, inutile de parler de mariage : il faut tout reprendre à zéro ! Umar et son père, mis au courant de l'escarmouche, décident de venir prêter main-forte aux villageois. L'occasion pour Pariya de se montrer sous son meilleur jour ! Résolue à changer du tout au tout, elle tente de prendre exemple sur Kamola, mais la route est encore longue... Réussira-t-elle à se rapprocher de son futur époux ? |                  |                   |                   |                   |
| 10 | 15 février 2018  | 978-4-04-734829-5 | 19 avril 2018     | 979-10-327-0241-3 |
| Extra : Dans la version française, le tome 10 est sorti en édition grand format (ISBN 979-10-327-0240-6) le 19 avril 2018.Liste des chapitres : - Chapitre 62 : Gibbj - Chapitre 63 : Aigle Royal - Chapitre 64 : Ana - Chapitre 65 : Fauconnerie équestre - Chapitre 66 : En regardant les chevaux - Chapitre 67 : Le village frontalier - Chapitre 68 : Sur le sentier de montagne - Chapitre 69 : Retrouvailles |                  |                   |                   |                   |
| Partis seuls faire une course, Umar et Pariya profitent de l'occasion pour apprendre à mieux se connaître... Plusieurs incidents surviennent sur la route du retour, mais l'aventure a rendu les deux jeunes gens plus complices, et ils esquissent déjà leur avenir ensemble ! De son côté, Karluk s'entête à vouloir s'entraîner au tir à l'arc depuis l'attaque des nomades, afin de devenir plus fort et d'être capable de protéger les siens... et pour cela, quoi de mieux que d'aller chasser dans les steppes avec son beau-frère ? |                  |                   |                   |                   |
| 11 | 15 décembre 2018 | 978-4-04-735343-5 | 18 avril 2019     | 979-10-327-0407-3 |
| Extra : Dans la version française, le tome 11 est sorti en édition grand format (ISBN 979-10-327-0406-6) le 18 avril 2019.Liste des chapitres : - Chapitre 70 : Chants de l'hiver - Chapitre 71 : Depuis ce jour - Chapitre 72 : Promesse - Chapitre 73 : Photographie sur verre - Chapitre 74 : La veille - Chapitre 75 : Vers le sud - Chapitre 76 : La montre - Chapitre 77 : Antalya |                  |                   |                   |                   |
| Après de nombreuses épreuves, Smith a enfin atteint Ankara. Il y retrouve son vieil ami Hawkins, qui le presse de rentrer en Angleterre... Mais le voyageur a d'autres projets : maintenant qu'il s'est procuré un appareil photo, il compte revenir sur ses pas pour immortaliser tout ce qu'il a vu lors de son périple. La ville lui réserve cependant des surprises... Au détour d'une ruelle, il tombe nez à nez avec Talas, la jeune veuve qu'il avait voulu épouser à Kalaza. Loin d'avoir abandonné, elle est désormais prête à se faire passer pour morte afin de vivre avec celui qu'elle aime ! Voilà qui risque de bouleverser les plans du chercheur... |                  |                   |                   |                   |
| 12 | 13 décembre 2019 | 978-4-04-735343-5 | 17 septembre 2020 | 979-10-327-0407-3 |
| Extra : Dans la version française, le tome 12 est sorti en édition grand format (ISBN 979-10-327-0406-6) le 17 septembre 2020.Liste des chapitres : - Chapitre 78 : Temps libre (1) - Chapitre 79 : Temps libre (2) - Chapitre 80 : Samoussa - Chapitre 81 : Chevelure - Chapitre 82 : Le pèlerin - Chapitre 83 : Par une nuit persane - Chapitre 84 : La lettre - Chapitre 85 : Atelier photo - Chapitre 86 : Des relations qui durent |                  |                   |                   |                   |
| Malgré les mises en garde de son ami Hawkins, Smith persévère dans son projet et se prépare à reprendre la route, cette fois-ci en sens inverse ! Son but est double : revoir les familles qui l’ont accueilli à bras ouverts lors de son périple, mais aussi les prendre en photo afin de garder d’elles une trace durable. Muni de son appareil, l’explorateur arrive à Antalya, escorté par Ali, Talas et Nikolovski, puis continue son chemin jusqu’en Perse. L’occasion pour sa future épouse de rencontrer à son tour les personnes qu’il avait croisées lors de son précédent voyage... |                  |                   |                   |                   |
| 13 | 15 mars 2021     | 978-4-04-736265-9 | 26 août 2021      | 979-10-327-0810-1 |
| Extra : Dans la version française, le tome 13 est sorti en édition grand format (ISBN 979-10-327-0809-5) le 26 août 2021.Liste des chapitres : - Chapitre 87 : Sculpture sur bois - Chapitre 88 : Les invités (1) - Chapitre 89 : Les invités (2) - Chapitre 90 : À la mer - Chapitre 91 : Inquiétude - Chapitre 92 : Bandits - Chapitre 93 : À la croisée des chemins - Chapitre 94 : Choix - Chapitre 95 : La route du retour |                  |                   |                   |                   |
| Lors du nouveau périple de Smith, cette fois consacré à la photographie, les sujets ne manquent pas : c'est d'abord un vieil homme qui fête son retour du pèleringe, puis la somptueuse demeure du couple qui avait précédemment hébergé l'Anglais à Téhéran. Dans cette région où les deux sexes ne se mélangent pas, la présence de Talas permet d'obtenir de précieux clichés des quartiers des femmes avant que le petit groupe ne reprenne la route...Prochaine étape : Muynak ! Quel accueil les jumelles Layla et Leyli réserveront-elles aux voyageurs ? |                  |                   |                   |                   |
| 14 | 20 octobre 2022  | 978-4-04-737259-7 | 4 mai 2023        | 979-10-327-1184-2 |
| Extra : Dans la version française, le tome 14 est sorti en édition grand format (ISBN 979-10-327-1183-5) le 4 mai 2023.Liste des chapitres : - Chapitre 96 : Entretien - Chapitre 97 :De glace et d'or - Chapitre 98: La flèche - Chapitre 99 : L'arrivée - Chapitre 100 : Les noces - Chapitre 101 : Les jeunes mariés |                  |                   |                   |                   |
| Après avoir réchappé de justesse à plusieurs escarmouches, Smith doit se rendre à l'évidence... La région est devenue trop dangereuse : impossible pour lui de poursuivre son voyage ! L'explorateur se résout donc à embarquer dans le prochain bateau pour Bombay. Pendant ce temps, Karluk rentre chez les siens pour quelques jours, tandis qu'Azher, devenu chef du clan Hargal, se rend à des pourparlers qui rassemblent aussi bien les peuples de la steppe que ceux des villes. Son objectif? Conclure une alliance face à la menace russe, plus pesante que jamais... |                  |                   |                   |                   |
| 15 | 20 novembre 2024 | 978-4-04-738172-8 |                   |                   |

### Bride Storiesdans le monde
Dans le reste du monde, les éditeurs sont les suivants :
- Yen Press pour les États-Unis et le Canada[9] ;
- Kadokawa Media pour Taïwan et Hong Kong[10] ;
- J-POP pour l'Italie[11] ;
- Tokyopop pour l'Allemagne[12] ;
- Daiwon C.I. pour la Corée du Sud ;
- Elex Media Komputindo pour Singapour[13] ;
- Siam Inter Multimedia pour la Thaïlande ;
- Studio JG pour la Pologne[14].

### Accueil
Le manga, par son style graphique très poussé et son invitation au voyage, attire un important public d'âge mûr[réf. nécessaire].
En 2011, Bride Stories arrive en deuxième position pour le prix Manga Taishō, à seulement 20 points de Chika Umino. En 2013, il se classe également deuxième à seulement 11 points de Akimi Yoshida. Finalement, il remporte le prix lors de la septième édition en 2014. Il reçoit également le prix intergénérations au Festival d'Angoulême en 2012.
Aux États-Unis, la Young Adult Library Services Association a intégré Bride Stories dans sa liste 2012 des meilleures nouvelles graphiques pour adolescents. En France, les lecteurs de Manga-News l'ont élu meilleur seinen de l'année 2011.
Une exposition consacrée à Bride Stories, intitulée Dai-Otoyome Gatari, se tient en 2022 au Japon, à Tokorozawa, au Tokorozawa Sakura Town. Une centaine d'illustrations par Kaoru Mori sont exposées, accompagnées d'animations sur le thème de la culture de l'Asie centrale.

### Ventes
Le premier tankôbon est sorti le 15 octobre 2009 et s'est classé 9e au top des meilleures ventes au Japon de cette semaine-là.
En France, le tome 4 a été initialement tiré à 15 000 exemplaires.

### Édition japonaise
Enterbrain
1. 1 2  (ja)« Tome 1 ».
2. 1 2  (ja)« Tome 2 ».
3. 1 2  (ja)« Tome 3 ».
4. 1 2  (ja)« Tome 4 ».
5. 1 2  (ja)« Tome 5 ».
6. 1 2  (ja)« Tome 6 ».
7. 1 2  (ja)« Tome 7 ».
8. 1 2  (ja)« Tome 8 ».
9. 1 2  (ja)« Tome 9 ».
10. 1 2  (ja)« Tome 10 ».
11. 1 2  (ja)« Tome 11 ».
12. 1 2  (ja)« Tome 12 ».
13. 1 2  (ja)« Tome 13 ».
14. 1 2  (ja)« Tome 14 ».
15. 1 2  (ja)« Tome 15 ».

### Éditions françaises
Ki-oon

#### Édition de base
1. 1 2  (fr)« Tome 1 ».
2. 1 2  (fr)« Tome 2 ».
3. 1 2  (fr)« Tome 3 ».
4. 1 2  (fr)« Tome 4 ».
5. 1 2  (fr)« Tome 5 ».
6. 1 2  (fr)« Tome 6 ».
7. 1 2  (fr)« Tome 7 ».
8. 1 2  (fr)« Tome 8 ».
9. 1 2  (fr)« Tome 9 ».
10. 1 2  (fr)« Tome 10 ».
11. 1 2  (fr)« Tome 11 ».
12. 1 2  (fr)« Tome 12 ».
13. 1 2  (fr)« Tome 13 ».
14. 1 2  (fr)« Tome 14 ».

#### Latitudes
1. ↑  (fr)« Tome 1 ».
2. ↑  (fr)« Tome 2 ».
3. ↑  (fr)« Tome 3 ».
4. ↑  (fr)« Tome 4 ».
5. ↑  (fr)« Tome 5 ».
6. ↑  (fr)« Tome 6 ».
7. ↑  (fr)« Tome 7 ».
8. ↑  (fr)« Tome 8 ».
9. ↑  (fr)« Tome 9 ».
10. ↑  (fr)« Tome 10 ».
11. ↑  (fr)« Tome 11 ».
12. ↑  (fr)« Tome 12 ».
13. ↑  (fr)« Tome 13 ».
14. ↑  (fr)« Tome 14 ».